# Humphrey Talbot
Sir Humphrey Talbot († 1493 am Berg Sinai) war ein englischer Ritter.

## Leben
Sir Humphrey Talbot war der zweite Sohn von John Talbot, 1. Earl of Shrewsbury und dessen zweiter Ehefrau Margaret Beauchamp, Countess of Shrewsbury, eine Tochter des Richard Beauchamp, 13. Earl of Warwick.
Als sein Schwager war Sir Humphrey eng mit John Mowbray, 4. Duke of Norfolk verbunden und diente 1469 als Captain der herzöglichen Truppen bei der Belagerung und Übernahme von Caister Castle.
Ab 1489 war Sir Humphrey Marshall von Calais.
Sein Testament vom 18. Februar 1492 wurde am 11. November des gleichen Jahres bestätigt. Sir Humphrey Talbot unternahm sodann eine Pilgerfahrt ins Heilige Land und starb 1493 am Berg Sinai, wahrscheinlich im dortigen Katharinenkloster. Sein Testament wurde 1494 vollzogen.

## Ehe und Nachkommen
Sir Humphrey war verheiratet mit Mary (oder Joan), Tochter des John Champernoun. Das Paar hinterließ keine Nachkommen.